# Artemis Fowl (Roman)
Artemis Fowl ist der erste Roman der Romanserie Artemis Fowl des irischen Autors Eoin Colfer, die dem Phantastik/SciFi-Genre zuzuordnen ist. Das Buch erschien ab 2001 auf Englisch und Deutsch, wobei die deutsche Übersetzung des Buches von Claudia Feldmann stammt.

## Vorgeschichte
Artemis Fowl II. ist seit dem Verschwinden seines Vaters das Oberhaupt der Fowls und deren Landsitzes in der Nähe von Dublin, Fowl Manor. Artemis Fowl senior wurde nach seinem spurlosen Verschwinden bei einem Geschäft in Nordrussland für tot erklärt. Artemis Mutter, Angeline Fowl, leidet seit dem Verschwinden ihres Mannes an Halluzinationen und Realitätsverlust, weshalb Artemis junior nun die maroden Familienfinanzen verwalten muss. Weitere Bewohner von Fowl Manor sind Artemis’ Leibwächter Domovoi Butler und dessen Schwester Juliet Butler. Zu Beginn des Buches sucht Artemis dringend nach neuen (illegalen) Geldquellen.
Unter der Erde, beim Erdvolk, dessen Existenz Artemis erst zu Beginn des Ersten Buches erkennt, wurde die Elfe Holly Short zu einem Captain der Zentralen Untergrund-Polizei (ZUP) ernannt, was von ihrem Mentor, dem ZUP-Commander Julius Root, eher mit Verstimmung aufgenommen wurde. (Im englischen Original: LEP = Lower Elements Police, und die Bezeichnung LEPrecon ihrer Eliteeinheit wird als Ursprung des von den Menschen verwendeten Namens Leprechaun gedeutet.) Die Elfen verfügen über magische Fähigkeiten wie die Heilungskraft, den Sichtschild, d. h. die Fähigkeit, so schnell zu vibrieren, dass menschliche Augen sie nicht wahrnehmen können, und Hypnose, mit der sie einem Menschen bei Blickkontakt ihren Willen aufzwingen können. Außerdem besitzen sie eine High-Tech-Ausrüstung, die der menschlichen Technik weit überlegen ist.
Die Unterirdischen haben jedoch eine Schwäche: Durch einen uralten Zauber des Elfenkönigs Frond dürfen sie Häuser der Menschen nicht ohne ausdrückliche Einladung betreten, sonst ist Übelkeit und Magieverlust die Folge.

## Handlung
Obwohl Artemis Fowl, der Sohn einer irischen Ganovenfamilie, erst zwölf Jahre alt ist, zählt er bereits zu den besten Dieben im Land, denn er ist nicht nur geschickt, sondern zugleich hochintelligent. Artemis Fowl besitzt Noblesse, kleidet sich stets korrekt und hat ein Faible für Technik.
Es gelingt ihm und seinem Leibwächter Butler, sich durch einen Trick das Buch der Unterirdischen von einer alkoholsüchtigen Fee zu beschaffen und es zu kopieren. Dessen gnomische Schrift übersetzt er mit Genialität, Geduld und der Hilfe eines Computers ins Englische. Er glaubt, den Niedergang seiner Familie aufhalten zu können, denn er weiß nun sehr viel über die Elfen und andere Unterirdische, unter anderem, dass sie tief unter der Erdoberfläche einen Goldschatz hüten.
Sein Plan ist, einen Unterirdischen zu entführen und ihn dann gegen eine Tonne Gold auszutauschen.
Ihm gelingt es, die Elfe Holly Short zu entführen, als sie an der Oberfläche ein Ritual zur Auffrischung ihrer Magie (pflanzen einer bei Vollmond an einer Flussbiegung gepflückten Eichel) durchführen will. Er sperrt sie in Fowl Manor ein, ein Herrenhaus, das die Familie Fowl seit vielen Jahrhunderten bewohnt. Jedoch handelt es sich bei den Unterirdischen um kämpferische Wesen, die schnell Gegenmaßnahmen einleiten. Sie beginnen einen Zeitstopp, um Fowl Manor in ein Zeitfeld einzusperren und so das Herrenhaus von der Außenwelt abzuschirmen. Eine Elite-Bergungseinheit der ZUP wird losgeschickt, um Fowl Manor zu infiltrieren und Captain Short zu befreien. Artemis’ Leibwächter Butler kann sie jedoch ausschalten, da er sie durch eine Spezialbrille sehen kann, die Artemis aus der Ausrüstung von Holly Short zusammengebaut hat.
Commander Root tritt daraufhin in Verhandlung mit Artemis Fowl. Dieser fordert eine Tonne Gold für die Freilassung von Holly Short. Dabei begeht er absichtlich einen „Fehler“: er verbietet den Unterirdischen, sein Haus zu betreten, solange er am Leben ist, was gleichbedeutend ist mit einer Einladung in das Haus, wenn er tot sein sollte.
Der Rat der Unterirdischen beschließt daraufhin, zu zahlen. Nachdem Holly Short befreit wäre, würde eine Biobombe gezündet werden, eine spezielle Bombe, die sämtliche Lebewesen tötet, aber die Umgebung intakt lässt. Die Bewohner von Fowl Manor könnten nicht fliehen, da sie in einem Zeitfeld eingeschlossen wären. Artemis behauptet, er könne aus dem Zeitfeld entfliehen, was von der Technikabteilung der ZUP (Repräsentiert durch den Zentaur Foaly) jedoch als Bluff angesehen wird.
Dank seiner Genialität hat Artemis die meisten Aktionen der ZUP vorhergesehen und konnte sie bisher kontern.
Nun schleust die ZUP den Zwerg Mulch Diggums ins Haus ein, der seine Magie schon lange aufgegeben hatte und darum auch ohne Einladung ins Haus kann. Er gräbt sich durch den Untergrund hinein und findet eine Kopie des Buches der Unterirdischen. Nun kennen sie die Quelle von Artemis’ profundem Wissen über sie.
Artemis’ Plan läuft zunehmend aus dem Ruder, als Lieutenant Cudgeon, der Root als Kommandanten mittlerweile ersetzt hat, einen Troll ins Gebäude bringt (ebenfalls nichtmagisch, aber sehr kampfstark), wogegen Root protestiert, da der Troll nicht kontrolliert werden kann. Holly Short kann sich außerdem befreien, indem sie den Betonboden ihrer Zelle aufbricht und die Eichel pflanzt, die sie bei der Entführung glücklicherweise mitgenommen hat. Sie erhält dadurch ihre magischen Kräfte zurück.
Holly kann Artemis überwältigen und ihre Ausrüstung wieder an sich bringen, sie kann aber das Gebäude nicht verlassen, da sie Artemis unter Blickkontakt das Versprechen gegeben hatte, zu bleiben. Auch dies ist offenbar ein Aspekt von Fronds' Zauber.
Butler bekämpft den Troll, und Holly unterstützt ihn, um zu vermeiden, dass es Tote gibt. Beide werden schwer verletzt, aber Butler schafft es, den Troll zu besiegen, nachdem Holly ihn, wie auch sich selbst, mit ihrer Magie geheilt hat. Artemis gibt Holly die Hälfte des Goldes zurück, im Austausch für einen Wunsch, den er nutzt, um seine Mutter von ihren Depressionen und Wahnvorstellungen zu heilen.
Entsprechend den Vorschriften der ZUP wird anschließend die Biobombe auf Fowl Manor gezündet. Artemis gelingt es jedoch mithilfe eines ebenso brillanten wie banalen Tricks, das Zeitfeld zusammen mit seinen Mitstreitern zu verlassen und der Bombe zu entgehen: er flößt sich und seinen Mitstreitern ein Schlafmittel ein.
Im Buch der Unterirdischen, auch Bibel des Erdvolks genannt, ist außerdem festgehalten, dass ein Menschenwesen, sollte es ihm gelingen, den Unterirdischen Gold abzugewinnen, es sein Leben lang behalten kann. Es zurückzubekommen ist somit nicht möglich. Geschlagen müssen sich die ZUP-Truppen zurückziehen. Der kleptomanische Zwerg Mulch Diggums hat überdies noch einen Teil des Goldes, das Holly zurückerhalten hatte, gestohlen.